# Olchowiec (powiat krośnieński)
Olchowiec (j. łemkowski Вільхівец) – wieś w Polsce położona w województwie podkarpackim, w powiecie krośnieńskim, w gminie Dukla.
Wieś składa się z 16 posesji i ok. 60 mieszkańców. Położona jest nad potokiem Wilsznia, na zachód od Przełęczy Dukielskiej.
W latach 1975–1998 miejscowość położona była w województwie krośnieńskim.

## Części wsi
| SIMC    | Nazwa   | Rodzaj    |
| ------- | ------- | --------- |
| 0349910 | Kolonia | część wsi |

## Historia
Olchowiec założono w I połowie XVI wieku na prawie wołoskim. Olchowcem władała rodzina Wojszyków.
Od niej osadę wykupili w 1541 Stadniccy z Nowego Żmigrodu. Do XIX w. wieś wchodziła w skład dóbr Stadnickich. Miejscowość należała do parafii w Polanach. W latach 1768–1772 stacjonowali tu konfederaci barscy.
Przed II wojną światową miejscowość liczyła około 500 mieszkańców.
W okresie okupacji niemieckiej część mieszkańców wywieziono na roboty w głąb Niemiec. Niemcy wybudowali tu strażnicę Grenzschutzu, którą spalili w czasie wycofywania się we wrześniu 1944 r. Po wojnie większość mieszkańców przesiedlono w głąb ZSRR w ramach wysiedlenia Ukraińców z Polski do ZSRR.
Od 1990 co roku w Olchowcu odbywają się tzw. kermesze łemkowskie – spotkania Łemków z Polski i zagranicy z okazji odpustu na świętego Mikołaja. Obchody kermeszów wznowiono z inicjatywy Towarzystwa Karpackiego z Warszawy i miejscowej rady parafialnej.

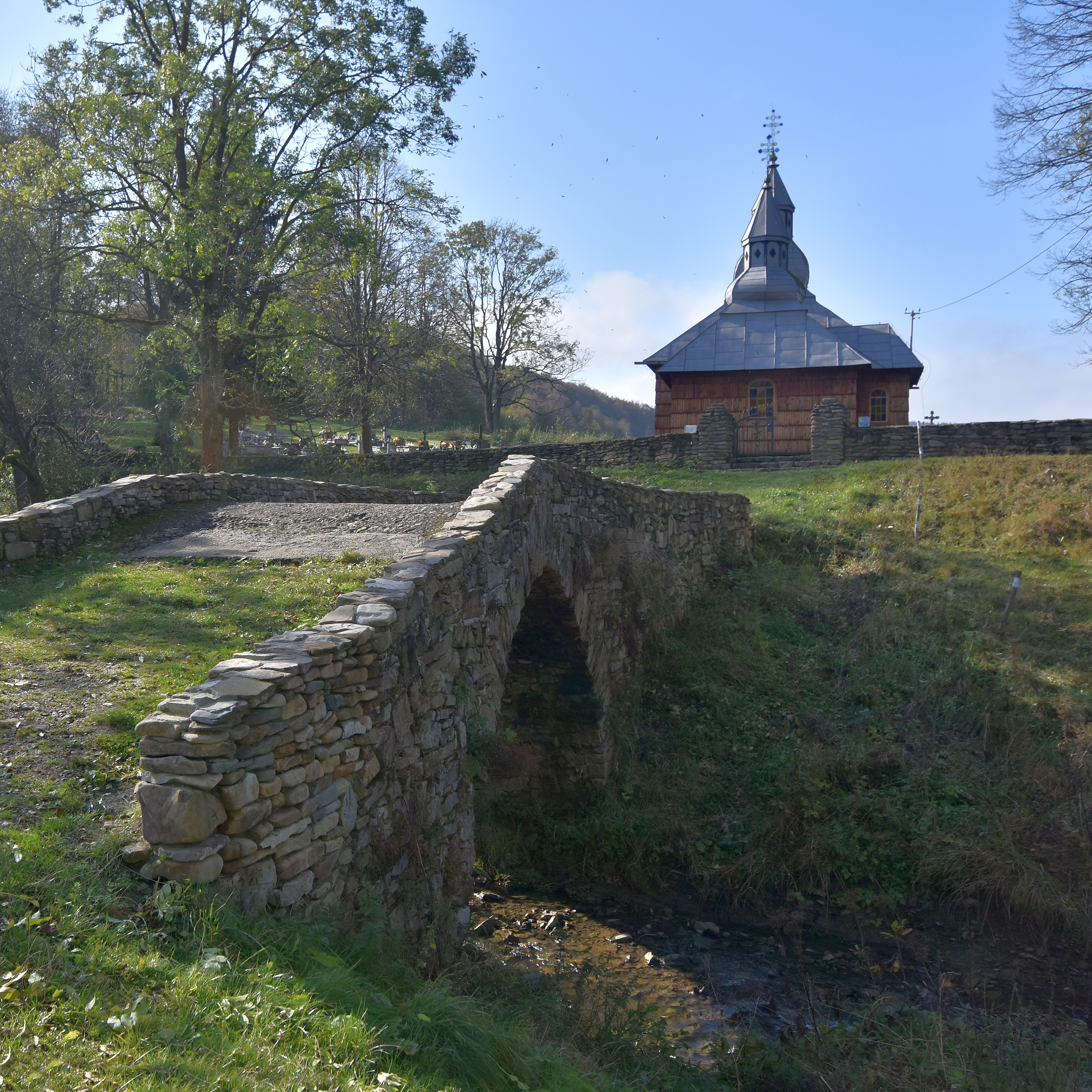
Zabytkowy mostek kamienny
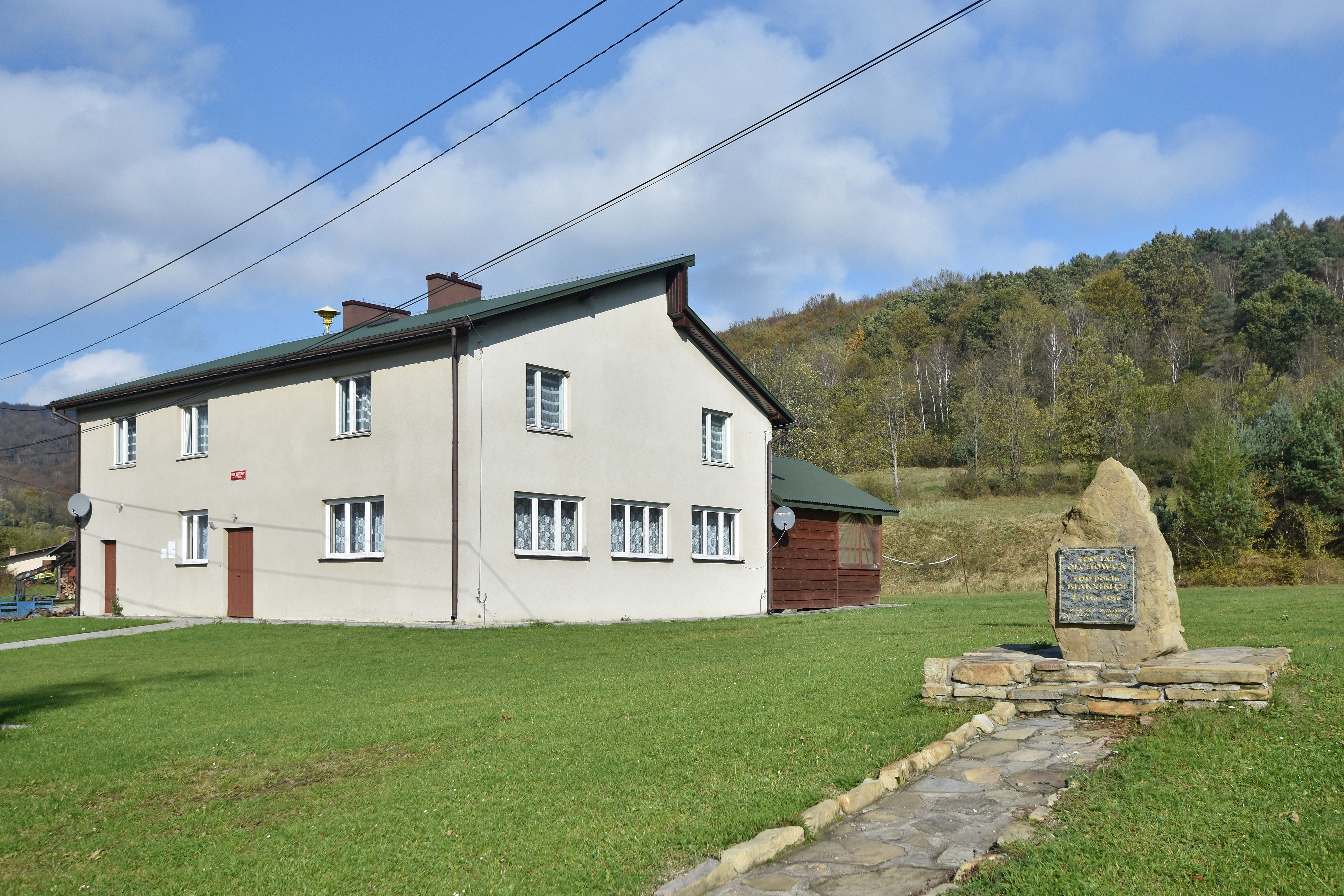
Dom Ludowy i pomnik z okazji 500-lecia Olchowca
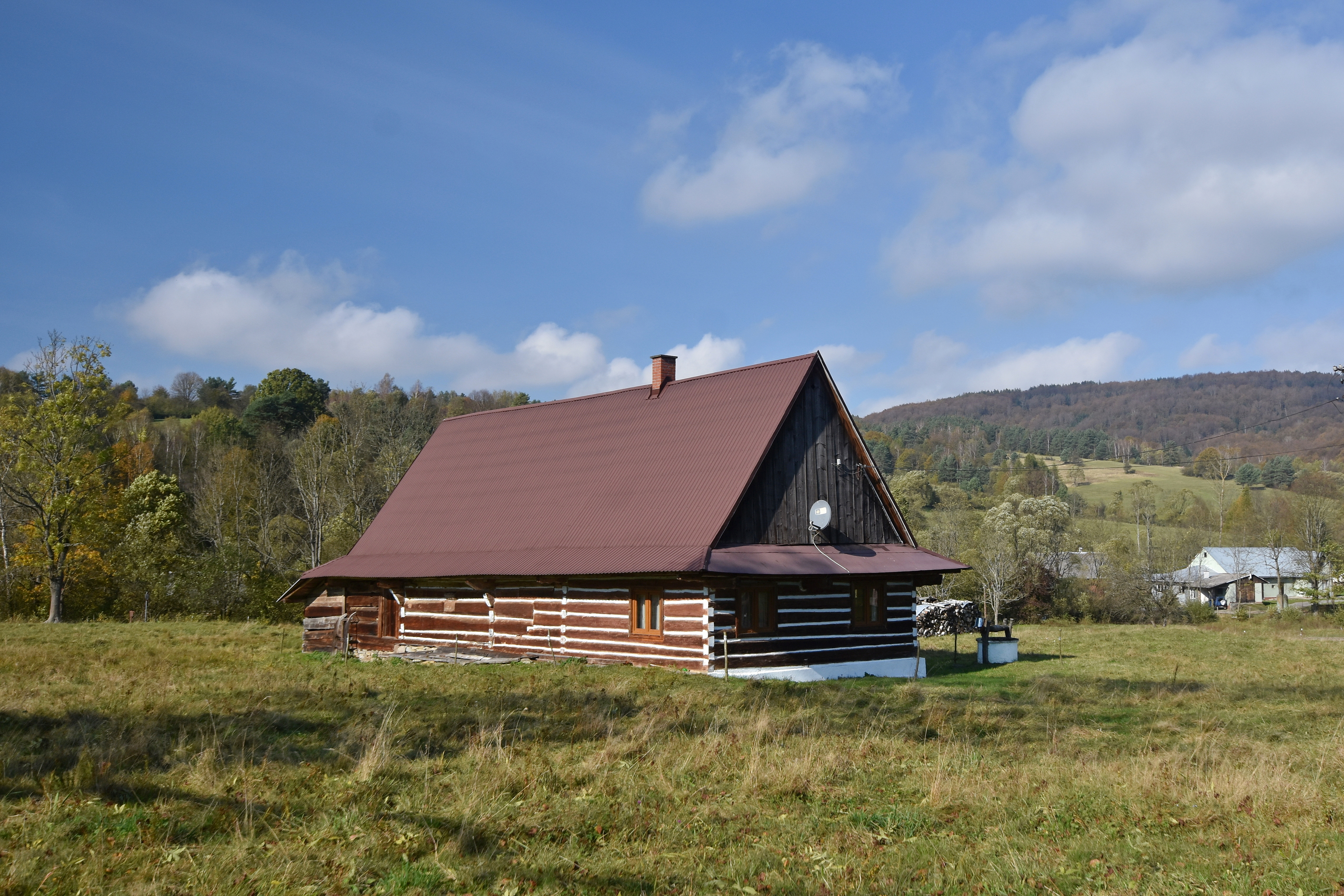
Łemkowska chyża

## Zabytki
- Greckokatolicka Cerkiew Przeniesienia Relikwii św. Mikołaja, stanowiąca zarazem rzymskokatolicki kościół filialny pod wezwaniem św. Mikołaja w parafii Matki Bożej Częstochowskiej w Polanach.
- Mostek kamienny na potoku Olchowczyk w drodze do cerkwi, z XIX w.

## Szlaki piesze
- Baranie – Olchowiec – Wilsznia – Smereczne – Tylawa